# Tân Thịnh, thành phố Hòa Bình
Tân Thịnh là một phường thuộc thành phố Hòa Bình, tỉnh Hòa Bình, Việt Nam.
Phường Tân Thịnh có diện tích 3,92 km², dân số năm 1999 là 8.606 người, mật độ dân số đạt 2.195 người/km².